# 白腹宝石蜂鸟
白腹宝石蜂鸟（学名：Lampornis hemileucus），是雨燕目蜂鸟科的一种鸟类。
白腹宝石蜂鸟体重约5.5克，翼长约62.4毫米，嘴峰长约22.9毫米，喙宽度约2.3毫米，喙厚度约2.7毫米，跗蹠长约6毫米，尾长约36.2毫米。白腹宝石蜂鸟在其分布区内为留鸟，其栖息在密集的高大树木组成的森林中，食性为草食性，主要食物来源是植物的花蜜。
白腹宝石蜂鸟分布于哥斯达黎加中北部至巴拿马西部的加勒比海沿岸地区。该物种是单型物种，没有亚种分化。